# 椎名輕穗
椎名輕穗（日语：しいな かるほ、1975年10月23日—），日本女性漫畫家。出身於北海道留萌振興局苫前郡羽幌町。血型AB型。

## 人物
暱稱是。身高156公分，已婚。喜歡吃可樂餅、桃子、餃子、鍋類。喜歡的顏色是紅色，興趣是看棒球比賽。喜歡泡溫泉。
與同在《Bessatsu Margaret》上連載的河原和音、美森青、中原亞矢關係很好。媽媽是《戀愛情結》（中原亞矢）的粉絲。

## 經歷
- 1991年以在集英社的《Bessatsu Margaret》上初次登場連載。[3]
- 2008年以《只想告訴你》得到第32回講談社漫畫賞少女部門大賞[4]。同作品亦得到寶島社2008年《這本漫畫真厲害》少女組（オンナ編）大賞。
- 2009年因生產而休息半年，在Bessatsu Margaret 2009年3月號宣佈暫停連載《只想告訴你》，到10月號恢復連載。

## 主要作品
所有作品皆由集英社發行。
- 模擬公寓／
- 橘子公寓／
- 站在我身邊／（1997年，The Margaret，絕版作品，同名短編集（1998年）收錄）
- 不起眼的行星／（1998年，絕版作品，同名短編集（1999年）收錄）
- 歪斜的星星／（1999年，絕版作品，同名短編集（1999年）收錄）
- 陪你走到日落／（2000年，Bessatsu Margaret，絕版作品，同名短編集（2001年）收錄）
- 櫻花寮进行曲／（2001年，Bessatsu Margaret，全1冊（2001年））
- 墜入情網／（2001年，Bessatsu Margaret，絕版作品，同名短編集（2002年）收錄）
- 期待明天有你／（2001年，DX Margaret，絕版作品，同名短編集（2002年）收錄）
- 青澀佳偶／（2003年，Bessatsu Margaret，絕版作品，同名短編集（2003年）收錄）
- CRAZY FOR YOU為你瘋狂／CRAZY FOR YOU（2003年－2005年，Bessatsu Margaret，全6冊（2004年－2005年））
- 只想告訴你／（2005年－2017年，Bessatsu Margaret，全30冊）
  - 只想告訴你 番外篇～命運之人～（全3冊）
- 突風とビート／（『別冊マーガレット』2024年4月號 - 、既刊2巻）

## 外部連結
- 椎名輕穗 (calpin_on_japan)的X（前Twitter）